# Teasmade

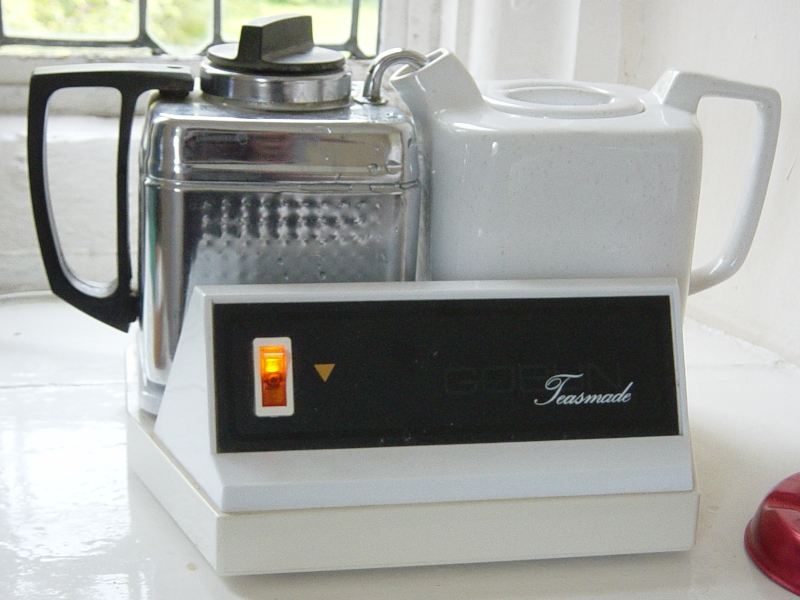
Teasmade Goblin

Teasmade é um dispositivo automático para fazer chá, que já foi muito comum no Reino Unido e em algumas de suas ex-colônias. Geralmente incorporam um relógio despertador e são próprios para uso ao lado da cama, visando assegurar que o chá esteja pronto pela manhã. Embora versões rústicas já existissem desde o tempo da Rainha Vitória, somente se tornaram práticos, com versões elétricas, nos anos 30. O máximo da popularidade das teamades foi entre os anos 60 e 70, porém daí em diante seu uso foi declinando a ponto de século XXI haver poucos locais onde compram-se novas, as quais são porém curiosidades, artigos retrô, vintage. 
A denominação teasmade (literalmente 'Feito para o chá") é uma marca registrada. A empresa "Goblin" (nome com base nos Goblins do folclore nórdico) sempre fabricou esses equipamentos com esse nome, mas hoje essa palavra é usada para quaisquer tipos de máquinas automáticas de chá. 

## História
Em 17 de dezembro de 1891, Samuel Rowbottom, do 82 Abbey Road, Derby, apresentou a patente para seu "Aparelho Automático para fazer Chá", obtendo essa patente for em 1892. Usava um relógio com mecanismo mecânico automático de precisão para alarme, um anel queimador de gás e uma chama piloto. Há fotos de Samuel demonstrando o equipamento numa exibição em Feira. Não há evidências de que Rowbottom tenha realmente produzido sua máquina de chá numa escala industrial e comercial, o conceito por ele inventado (vapor de água quente para forçar a água através de um tubo até um recipiente com chá) é usado até hoje. 
Em 7 de Abril de 1902 outra patente de "teasmade" foi registrada pelo fabricante de armas Frank Clarke de Birmingham, Inglaterra. O inventor chamou sua ideia de "Um dispositivo pelo qual uma xícara de chá ou de café é preparada automaticamente", tendo depois mudado seu nome para "Um relógio que faz chá" e comercializado a mesma. Clarke vendeu seus direitos a Albert E Richardson, um fabricante de relógios de Ashton-under-Lyne.
Em 2 de Maio de 1932 George Absolom solicitou reserva de patente para uma invenção, uma máquina de chá elétrica. A Patente de número "400672" foi aprovada em 2 de novembro do ano seguinte, como nome de Tessmade.
O nome 'teesmade' foi com toda certeza introduzido por George Absolom, conforme confirmou seu filho, tendo antecedido a denominação 'teasmade' em cerca de quatro anos. Absolom requisitou um "Registered Design" com o nome de Teesmade, mas o órgão de Patentes recusou o pedido com base no fato de que o aparelho não fora fabricado na região do "River Tees" (rio do norte da Inglaterra) e que isso poderia confundir os compradores. Marcas Registradas com referências geográficas eram sempre recusadas, e o "Patent Office" realmente veio a proibi-las em 1938. Desde então essas legislação veio sendo gradativamente desconsiderada.
Embora o nome não estivesse formalmente protegido, de 1932 em diante, George Absolom continuou a negociá-lo como sendo de sua Teesmade Co. Goblin não pode fazer-lhe onjeção, pois o nome tinha uma a enorme vantagem pelo uso anterior. Acredita-se que houvesse uma frustração da "Goblin", pois estes, de forma relutante, fizeram "vista grossa" ao concorrente.
Outra máquina de chá elétrica similar foi patenteada em 1932 por William Hermann Brenner Thornton que se associara com Goblin, pouco após a patente de Absolom. Outro modelo de Goblin, também desenvolvido e patenteado por William Thornton, foi fabricado a partir de 1936. Foi esse a primeira máquina de chá vendida com o nome Teasmade. O diagrama da patente de 1934 mostra suas principais características e funcionalidades. Uma chaleira com um tubo comunicando a um recipiente para chá era aquecido por um elemento (resistor) elétrico, comutado por um relógio de alarme. A chaleira ficava sobre uma base atuada por uma mola carregada que atuava um comutador elétrico. Quando a pressão do vapor empurrava a água fervente para o pote (xícara, recipiente), a base subia e, via comutador, cortava a alimentação elétrica ao resistor de aquecimento.

## Produção
Uma amostra de um teasmade está em exibição no "Museu de Ciências" de Londres, cujo rótulo informa: O ‘Teasmade’ combina um despertador com uma "chaleira" elétrica que ferve a água automaticamente e a dispõe numa xícara num tempo específico. O ‘Teasmade’, feito em Leatherhead (Surrey), foi chamado de "uma parte fascinante da excentricidade Inglesa".
Dois modelos eram ainda fabricados em 2007. O "Swan" Teasmade fabricado no Reino Unido por RBC Electronics e o "Teaexpress" é feito fora do país pela Micromark.